# Conotoxine
Conotoxine is een groep neurotoxinen die gemaakt wordt door de tropische slakken van het Conus-genus. Deze neurotoxinen zijn peptiden die onder andere voltage-afhankelijke ionkanalen blokkeren. Naast een dodelijk zenuwgif is het conotoxine ook een sterke pijnstiller, sterker zelfs dan het opiaat morfine.

## Voorkomen in de natuur

### Conus-slakken
Conotoxines zijn neurotoxines. Deze giftige stoffen kunnen de signaaloverdracht van zenuwcel op zenuwcel verstoren.
Conotoxines zijn te vinden in slakken van het geslacht Conus. Deze zijn voornamelijk te vinden in warme en ondiepe zeeën, in de omgeving van koraalriffen. Deze schelpdieren gebruiken hun gif om hun prooidieren te vangen. Er bestaan zowel visetende slakken als slakken die zich voeden met andere schelpdieren of wormen. Alle Conus slakken beschikken over toxines, maar de varianten van deze giftige stoffen zijn zeer variabel tussen de verschillende soorten. Het soort gif dat de slak bevat is onder meer afhankelijk van de soort prooi.

### Gifproductie
Conotoxine wordt gemaakt in een buisvormige gifleider. Het kan vervolgens door spieren rond deze buis worden opgestuwd tot in de proboscis, een soort slurf die de slak om zich heen kan bewegen. Aan het einde van deze proboscis bevindt zich de zogenaamde radula. Dit is een tandachtig orgaan, dat door de slak gebruikt wordt om zijn prooi met het gif te injecteren, waarna de tand achterblijft in de prooi.

### Jacht
De viseters vangen hun prooi op een zeer effectieve wijze. Ze strekken hun proboscis (een tongachtig orgaan) uit. Hierin bevindt zich de radula. Deze wordt door de slak afgeschoten op de prooi, waarbij deze zich in de prooi boort en het gif injecteert. Deze is nu verlamd en kan direct door de slak worden opgeslokt. In sommige gevallen kan de prooi zelfs even groot zijn als de slak zelf. Deze vangstwijze wordt gebruikt door o.a. Conus striatus en Conus magus.
Sommige visetende Conus soorten gebruiken een andere tactiek. Zij wikkelen eerst een soort net om de vis, waarna deze geen kant meer op kan. Pas hierna wordt de vis verlamd door de radula, die zich bij deze slakken in de mond zelf bevindt.
Er zijn ook Conus soorten die zich voeden met schelpdieren of wormen. Dit doen ze door hun radula af te schieten op het weke gedeelte van de mollusk of de worm. Deze wordt hierdoor verlamd, waarna vervolgend de schelp wordt leeggezogen of de worm in zijn geheel wordt opgeslokt.

## Geschiedenis

### Ontdekking
Conotoxine is een toxine dat oorspronkelijk voorkomt in allerlei species van het genus Conus, een gastropoda die in veel (tropische) zeeën voorkomt. Rumphius in 1700 zag al dat mensen verlamd werden en daarna stierven na de steek van een Conus-slak.
Omdat de steek van een Conus-slak dodelijk is voor mensen is Alan Kohn begonnen met het onderzoeken van deze slakken. Hij ontdekte dat de Conus-slakken joegen op vissen. Robert Endean zette zijn onderzoek voort en ontdekte dat ieder Conus species een andere samenstelling van toxines gebruikte. Na een aantal pogingen hebben Cruz en Gray het eerste Conus peptide kunnen sequencen, het 13 aminozuren lange α-conotoxine GI. Dit gif was geëxtraheerd uit de Conus geographus. Hierna zijn de μ-conotoxines gesequencet. Deze toxines hebben een verlammende werking op zoogdieren (Stone; Nakamura; Sato and Cruz) en zijn hierdoor dodelijk voor mensen. Hierna is vastgesteld waardoor 70 % van de steken van C. geographus dodelijk is door antagonistische werking op de nicotinerge receptoren en een Natrium kanaal blokkade.

### Onderzoek
Het onderzoek ging een tweede fase in toen in 1981 door een aantal studenten werd ontdekt dat de effecten van conotoxines op het centraal zenuwstelsel gemeten konden worden door directe injectie in het centraal zenuwstelsel. (Clark, et al., 1981; Olivera, et al). Verschillende gedragsveranderingen werden gezien bij conotoxines, waaronder slaapgedrag, beven (shaker peptiden), spasmen etc. De ‘shaker-peptiden’ bleken een nieuw soort conotoxine te zijn dat calciumkanalen blokkeert: ω-conotoxine.

### Slakken melken
Een groot probleem bij het onderzoek naar conotoxine was het verkrijgen van gif. Dit werd uiteindelijk opgelost toen de student Chris Hopkins in 1995 ontdekte dat je een eppendorf met membraan en een stukje vin van een vis kon gebruiken als lokaas. De slak steekt met zijn harpoen door het membraan en laat zijn gif het epje in lopen. Dit was een grote vooruitgang in het onderzoek naar verschillende conotoxines, omdat je een slak nu niet hoefde dood te maken om gif te verkrijgen.

### Huidige ontwikkelingen
Op dit moment heeft de moleculaire biologie er, samen met het melken van slakken, voor gezorgd dat er een grote variëteit aan conotoxines is ontdekt en gesequencet. Daarnaast wordt er steeds meer gezocht naar farmacotherapeutische mogelijkheden met conotoxines. Onder andere epilepsie zou behandeld kunnen worden met conotoxine (White et al., 2000). Ook staat ω-conotoxine onder de naam Ziconotide bekend als een sterk anestheticum.

## Synthese

### Bouw
Het conotoxine van de Conus-slakken is een mengsel van verschillende conopeptiden. Conotpeptiden zijn een groep eiwitten afgegeven in de klierbuis van een Conus slak. Tegenwoordig zijn er meer dan 100 verschillende varianten van het toxine bekend, die door biotransformatie in meer dan 50.000 verschillende actieve componenten kunnen worden omgezet.
Deze conopeptiden worden ingedeeld in zwavelbrug-rijke en zwavelbrug arme verbindingen, waarvan de zwavelbrug rijke conopeptiden het meest toxisch zijn. (Halai & Craig, 2009)
De conotoxines zijn het belangrijkste bestanddeel van het gif van de slak. Deze zwavelbrug rijke verbindingen zijn ongeveer 10-71 aminozuren lang en 80% zit binnen een range van tussen de 12 en 30 aminozuren. (Halai en Craig, 2009). Door de hoge dichtheid van disulfide-bruggen zijn conopeptiden heel stabiel. Ze zijn echter voor disulfide-bevattende peptiden buitengewoon klein (in vergelijkbare toxinen bevatten de peptiden 40-80 aminozuren). Desondanks bestaat er een hoog maat aan divergentie in aminozuursequenties zelfs onder homologe conopetiden van nauw verwante Conus-soorten. Dit komt onder meer door het hoge maat van posttranslationele modificaties van de aminozuren.
Omdat er zoveel verschillende conotoxines bestaan, worden deze peptiden ingedeeld in superfamilies op de volgende kenmerken:
- De structuur van de signaal sequentie in het precursor conopeptide.
- De cysteïnestructuur van het toxine.
- Het Conus-species waarin het peptide is gevonden.

Bij de indeling van conotoxines zijn de volgende families het meest belangrijk:
- α-conotoxine
- δ-conotoxine
- κ-conotoxine
- μ-conotoxine
- ω-conotoxine

Binnen deze families is de cysteïnestructuur die zorgt voor de zwavelbruggen en de vouwing van het conotoxine sterk geconserveerd. Dit leidt ertoe dat er binnen deze families relatief vergelijkbare tertiaire structuren bestaan.

### Natuurlijke synthese
Conopeptiden worden gesynthetiseerd als perpropeptiden via transcriptie en translatie in de gifklier. Dit prepropeptide heeft een sterk geconserveerde N-terminus signaalsequentie (percursor regio) met aan de C-terminus de variabele toxische sequentie. (Olivera et al., 1999). Deze zorgen ervoor, dat het peptide naar de goede plekken in de cel getransporteerd wordt. De pro-petide regio bevat bindingsplaatsen voor modificerende enzymen, die na de translatie veranderingen aan het peptide aanbrengen. Na afsplitsen van deze beide groepen komt de regio vrij, die het actieve toxine bevat.
Tijdens de productie van het toxine worden de volgende stappen onderscheiden:
- Transcriptie en translatie van het prepropeptide.
- Klieving van het propeptide van het toxine.
- Vouwing van het conotoxine (Bulaj & Olivera, 2007) door oxidatieve verbinding van cysteïne-residuen en additie van specifieke groepen aan het eiwit met behulp van chaperone moleculen en het N-terminus propeptide die helpen bij vouwing.

### Chemische synthese
Chemische synthese van conotoxines is begonnen rond 1985. Vooral bij omega conotoxine wordt er veel gebruikgemaakt van chemische synthese met behulp van solid phase peptide synthesis (SPPS) (Jubilut et al., 2001). Dit lukt, maar er treden grote problemen bij de vouwing op en de verbinding van de juiste cysteïnes met elkaar. Dit wordt deels veroorzaakt doordat het vouwingsmechanisme van conotoxines nog niet volledig bekend is en veel verschillende chaperone moleculen gebruikt. In het laboratorium worden S-trityl en S-acedamidomethyl (S-Acm) groepen gebruikt om specifieke cysteïnes te beschermen tegen voortijdige binding. Daarnaast worden nog een aantal andere beschermende groepen gebruikt. Dit verhoogt de efficiëntie van conotoxine productie. SPPS heeft als voordeel dat er allerlei veranderingen in het molecuul aangebracht kunnen worden die enerzijds de farmacotherapeutische effecten kunnen verhogen en anderzijds belangrijk kunnen zijn in de bestudering van de functie van conotoxines in het lichaam van mens en dier.

### Biotechnologie
Recombinante conotoxine productie gebeurt vooral met ω-conotoxine. Dit toxine wordt gebruikt als analgeticum en moet daarom in grotere hoeveelheden geproduceerd worden dan efficiënt is via het melken van slakken of chemische synthese. Een groot nadeel is echter dat bij de gebruikte micro-organismen de machinerie om post-translationele aan te brengen in het conotoxine vaak deels of geheel ontbreekt. (Bangham et al., 2010) Op het moment wordt E. coli Origami gebruikt voor het produceren van conotoxine, omdat deze oxidatief disulfide bruggen kan maken die belangrijk zijn voor de vouwing van het conotoxine. (Beckers & Terlau, 2008). Meer onderzoek is echter nodig om recombinante productie efficiënt mogelijk te maken.

## Fysiologische werking
De 6 verschillende conotoxine superfamilies hebben een verschillende fysiologische werking

### A–superfamilie
Deze bestaat uit α-, αA-, κA-, en ρ-conotoxines. De eerste twee hiervan zijn nicotine acethylcholinereceptor (nAChR) antagonisten.. κA-conotoxines werken via de kaliumkanalen terwijl ρ-conotoxines a1B-adrenoceptor antagonisten zijn. Als de nAChR verstoord wordt, kan dit resulteren in een verstoorde pijnperceptie, nicotine verslaving en leerproblematiek. Ook is deze receptor betrokken bij de ziekte van Parkinson en Alzheimer

### M–superfamilie
Deze bestaat uit de µ-conotoxine en ψ-conotoxine groep. De laatste remmen de nAChR op non-competitieve wijze, terwijl de µ-conotoxines de voltage afhankelijke natriumkanalen blokkeren in o.a. zenuw- en spiercellen.

### O-superfamilie
Dit is de grootste superfamilie en bestaat uit 5 families: µO-, δ-, κ-, ω- en γ-conotoxines. De eerste twee blokkeren net als µ-conotoxines de voltage afhankelijke natriumkanalen, echter wel op een andere plaats. De andere families blokkeren respectievelijk  kaliumkanalen, calciumkanalen en pacemakerkanalen

### P-superfamilie
Conotoxines uit deze familie kunnen worden gevonden bij slakken die zich voeden met andere weekdieren. Ze kunnen spastische verlammin g veroorzaken. Het mechanisme hierachter is echter nog niet bekend.

### S-superfamilie
Deze bestaat uit slechts 1 familie, die voorkomt in de slak C. geographus. Dit zijn de σ-conotoxines, die werken als 5-hydroxytryptamine receptor antagonisten. Deze receptor zorgt normaal gesproken voor een exiterend effect op de neuronen wanneer de neurotransmitter serotonine wordt gebonden. Door deze receptor te remmen, wordt de prikkel overdracht dus geremd.

### T-superfamilie
De laatste familie bestaat uit τ-conotoxines en χ-conotoxines. De eerste blokkeert calciumkanalen op de pre-synaptische membraan. Χ-conotoxines remmen NETs.

## Intoxicaties

### Symptomen
De symptomen van een conotoxine-vergiftiging zijn in het lab vooral bekend door onderzoek aan muizen. Deze vertonen binnen tien minuten na toediening hyperactief gedrag en spasmen in de voor- en achterpoten. Na uiterlijk twee uren volgen verlamming van de spieren, problemen bij de ademhaling en dood. Bij de mens zijn er tegenwoordig rond 30 sterftegevallen door conotoxine-vergifting bekend naar contact met toxines van Conus geographus. Dit is tot nu toe de meest toxische Conus-soort die bekend is.
Symptomen zijn:
- sterke pijn,
- zwelling,
- doofheid en tintelingen.
- spierverlamming,
- verandering van de visuele waarneming
- problemen met de ademhaling.

Er bestaan tegenwoordig geen diagnostische of therapeutische methodes voor conotoxin-vergifting.

### Toxiciteit
Over de toxiciteit van conotoxine zijn de onderzoekers niet met elkaar eens. Op de website van de EHS is een LD50 van 12-13 μg/kg aangegeven. Toch zijn er studies die voor bepaalde subgroepen ook een lagere LD50 aangeven. Verder zijn er gevallen bekend waar de steek van een Conus-slak binnen enkele uren dodelijk was. Deze mogen echter als uitzonderingen worden beschouwd. Tegenwoordig zijn er in totaal maar 30 sterftegevallen door conotoxine bekend. De sterfte door steken van wespen en bijen is veel hoger.

## Toepassingen

### Medicinaal gebruik
In de farmaceutische industrie worden vooral de α-conotoxine en ω-conotoxine families gebruikt.
α-conotoxine:
- Onderzoek naar gebruik bij Alzheimer en Parkinson (Halai and Craik,2008)

ω-conotoxine
- Blokkeert presynaptische voltage-afhankelijke calcium kanalen.
- Vertraagt de paden die voor pijn zorgen. (Halai and Craik, 2008)
- Werkt verdovend en verlammend en is een sterkere pijnstiller dan morfine (J.-P. Bingham et al., 2010)
- Heeft veel bijwerkingen als verhoogde kans op zelfmoord, misselijkheid, verwarring, geheugenverlies en hoofdpijn.

### Nadelige effecten
Een groot nadeel van conotoxines als geneesmiddel is dat het peptiden zijn. Hierdoor worden ze bij orale toediening direct in de darm afgebroken en onschadelijk gemaakt. Ook diffunderen ze moeilijk over de bloed-hersenbarrière (Bingham et al., 2010). De beste manier van toediening is dus direct in het centrale zenuwstelsel via de liquor cerebrospinalis (hersenvocht) en anders in relatief grote doses via het bloed. Dit kan vrijwel uitsluitend in het ziekenhuis gebeuren. Intraveneuze toediening heeft als nadeel dat het conotoxine eerder in de perifere zenuwen komt dan het centrale zenuwstelsel. Dit kan tot verlammingen of spasmen leiden die erg gevaarlijk zijn voor de patiënt.